# Rosema
Rosema é uma aldeia de São Tomé e Príncipe, localiza-se no Distrito de Lembá, ilha de São Tomé, próxima às localidades de Ribeira Palma e de Santa Teresa.